# 지보초등학교
지보초등학교는 대한민국 경상북도 예천군 지보면 소화리에 있는 공립 초등학교이다.

## 학교 연혁
- 1923년 9월 11일 지보공립보통학교 개교
- 1981년 1월 20일 병설유치원 인가
- 1991년 3월 1일 마산분교장 본교로 통합
- 1994년 3월 28일 농촌형 급식학교 운영
- 1994년 9월 1일 월탄국민학교 및 상월분교장 본교로 통합
- 1994년 9월 1일 어신분교장 편입
- 1996년 3월 1일 지보초등학교로 교명 변경
- 1999년 9월 1일 신풍초등학교, 어신분교장 본교로 통합
- 2014년 2월 18일 제87회 졸업(총6,877명)
- 2014년 3월 1일 7학급 편성
- 2014년 9월 1일 제27대 이교봉 교장 부임
- 2023년 9월 11일 개교 100주년

## 참고 자료
- 지보초등학교 - 한국교육학술정보원 학교알리미